# (31452) 1999 CX12
1999 سي أكس 12 (ويعرف أيضًا باسم (31452) 1999 سي أكس 12 وفق تسمية الكوكب الصغير) (بالإنجليزية: 1999 CX12)‏ هو كويكب ضمن حزام الكويكبات؛ وترتيبه 31452 من حيث الاكتشاف.
اكتُشف هذا الجُرم الفلكي بواسطة OCA–DLR Asteroid Survey ‏ في 14 فبراير 1999.

## وصلات خارجية
- (31452) 1999 CX12 في قاعدة بيانات مختبر الدفع النفاث لأجرام النظام الشمسي الصغيرة

- الاكتشاف · مخطط المدار ·  العناصر المدارية · المعلمات المادية

- (31452) 1999 CX12 على موقع ويكي سكاي: DSS2, SDSS, GALEX, IRAS, Hydrogen α, X-Ray, Astrophoto, Sky Map, Articles and images